# Андреас Нільссон
Андреас Нільссон  (швед. Andreas Nilsson, 12 квітня 1990) — шведський гандболіст, олімпійський медаліст.

## Виступи на Олімпіадах
| Олімпіада   | Дисципліна | Місце |
| ----------- | ---------- | ----- |
| Лондон 2012 | гандбол    | 2     |